# Чуевский, Иван Афанасьевич
Иван Афанасьевич Чуевский (1857—1926) — статский советник, доктор медицины, профессор, декан медицинского факультета, ректор Императорского Николаевского университета, и ректор Саратовского университета.

## Биография
Родился 26 января 1857 года в станице Кавказской Кубанской области.

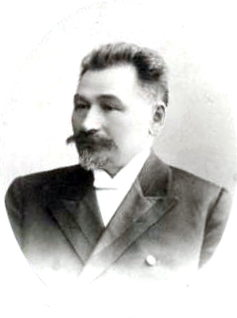
И. А. Чуевский

Первоначальное образование получил в Ставропольском духовном училище, затем — в духовной семинарии. В 1879 году поступил на естественное отделение физико-математического факультета Новороссийского университета. Затем Чуевский переехал в Киев и поступил на медицинский факультет Императорского университета св. Владимира, который окончил в 1884 году. До 1888 года работал в качестве сверхштатного, а затем штатного ординатора в акушерско-гинекологической клинике при университете.
Выдержав в Киеве докторский экзамен (1888—1889), он переехал в Харьков, где начал работать в Харьковском университете в физиологической лаборатории у профессора В. Я. Данилевского. Результатом исследований, выполняемых в этой лаборатории, явилась докторская диссертация на тему: «О раздражении двигательных нервов колебаниями гальванического тока», которую Чуевский в 1892 году защитил в Совете Харьковского университета. Некоторое время Иван Афанасьевич работал помощником прозектора при кафедре судебной медицины, а с мая 1893 года был зачислен на должность помощника прозектора на кафедре физиологии. В январе 1894 года Чуевский утверждается прозектором той же кафедры и допускается к чтению лекций по физиологии в качестве приват-доцента.
В 1896 году Чуевский был в зарубежной командировке, где познакомился с работой лаборатории знаменитого физиолога Гейденгайна в Бреславле, был в Лейпциге у физиолога Геринга, осмотрел физиологические лаборатории в Берлине, Мюнхене. В 1900 году он работал у физиолога Гюртле, возглавившего лабораторию после смерти Гейденгайна.
До приезда в Саратов Иван Афанасьевич Чуевский с 1907 года работал на кафедре фармакологии медицинского факультета Казанского университета и 3 мая 1908 года был утверждён в звании профессора.

### Саратовский университет
Первый ректор Саратовского Николаевского университета профессор В. И. Разумовский предложил Чуевскому сотрудничество по организации университета. Распоряжением Министерства народного образования И. А. Чуевский был переведен в Саратовский университет.
1 июня 1909 года ему было поручено организовать кафедру физиологии и возглавить её. 27 июня Чуевский приступил к исполнению обязанностей декана медицинского факультета и до конца своих дней работал в любимом университете.
Чуевский был известен также в качестве талантливого лектора, а написанный им и выдержавший 8 изданий учебник «Краткий курс физиологии человека» воспитал не одно поколение врачей. Иван Афанасьевич читал лекции слушательницам медицинского отделения Высших женских курсов Санитарного общества, слушателям Саратовских высших сельскохозяйственных курсов, Первой Саратовской зубоврачебной школы.
Последние годы жизни Чуевского были омрачены неизлечимой болезнью. Ученый периодически выезжал на лечение в Москву в клинику профессора П. А. Герцена для рентгеновского облучения опухоли. Но это не оказало должного эффекта и его было решено оперировать. 5 июня 1926 года, после произведенной операции в Московском институте для лечения опухолей, И. А. Чуевский скончался.

## Память
- В 1985 году решением Ученого Совета Саратовского государственного медицинского института кафедре нормальной физиологии было присвоено имя её основателя — профессора Ивана Афанасьевича Чуевского.